# Küssnacht SZ
| SZ ist das Kürzel für den Kanton Schwyz in der Schweiz. Es wird verwendet, um Verwechslungen mit anderen Einträgen des Namens Küssnacht zu vermeiden. |

Küssnacht (schweizerdeutsch Chüsnacht [ˈχysnɑχt], bis 31. Dezember 2003 offiziell Küssnacht am Rigi) ist eine politische Gemeinde im zentralschweizerischen Kanton Schwyz. Sie liegt am Küssnachtersee (dem nördlichen Arm des Vierwaldstättersees) sowie am Südwestufer des Zugersees. Die Gemeinde und der Bezirk Küssnacht bilden eine Einheit.

## Geographie
Die Gemeinde besteht aus den Ortschaften Küssnacht mit den Weilern Haltikon und Lippertschwil sowie Immensee und Merlischachen. Die Nachbargemeinden sind Udligenswil, Adligenswil, Meggen, Greppen, Arth, Meierskappel sowie Walchwil jenseits des Zugersees. Im Zugersee findet sich ein Dreikantonseck (Luzern, Schwyz und Zug) ().
Wie der frühere Gemeindename sagt, liegt der Ausflugsberg Rigi knapp auf Gemeindegebiet an der südöstlichen Gemeindegrenze. Rigi  Kulm ist mit 1797 m ü. M. der höchste Punkt der Gemeinde; der tiefste Punkt ist der Zugersee mit 413 m ü. M.

## Geschichte

Küssnacht am Rigi, historisches Luftbild vor 1920, aufgenommen aus 800 Metern Höhe von Walter Mittelholzer

Der Name Küssnacht ist eine Bildung aus einem lateinischen Personennamen wie Cossinius, Cossonius, Cusin(n)ius oder ähnlich sowie der keltischen Ortsnamenendung -akos/-acum, von einem  *fundus Cossiniacus mit der Bedeutung «Landgut des Cossinius (oder ähnlich)». Damit geht der Ortsname auf die gallorömische Epoche vor der alemannischen Besiedelung um das 7. oder 8. Jahrhundert zurück. Bezeugt ist er erstmals als in Chussenacho um das Jahr 840 auf, als der Adlige Recho seinen Besitz dem Kloster St. Leodegar in Luzern vermachte. Das auslautende -t ist eine spätere Hinzufügung, erstmals belegt gegen das Ende des 13. Jahrhunderts, durchgehend erst seit dem 16. Jahrhundert. Das Wappen der Herren von Küssnacht (Chussinach), belegt um 1284, zeigte ein Kissen und reflektiert eine volksetymologische Deutung des Namens nach dem alemannischen Chussi «Kissen».
Es gab Einzelfunde aus der Bronzezeit und zahlreiche römerzeitliche Münzfunde, aber über eine mögliche römerzeitliche Siedlung besteht keine Sicherheit. Frühmittelalterlicher Grundbesitzer in Küssnacht war das Kloster Luzern, weitere frühe Grundherren waren die Grafen von Lenzburg und Habsburg. Der Lenzburger Anteil ging 1036 an das Stift Beromünster, der Habsburger Besitz ging 1055 an das Kloster Muri.
Die Habsburger verfügten als Vögte von Luzern auch über den Luzerner Dinghof. Mit der Ablösung Luzerns von der Habsburger Herrschaft wurde im 14. Jahrhundert der Luzerner Einfluss in Küssnacht dominant. Die ansässigen Vögte, die Herren von Küssnacht, starben 1352 aus. Ihre Burg wurde durch Aegidius Tschudi als «Gesslerburg» bekannt.
Gegen Ende des 14. Jahrhunderts schwand der Einfluss Luzerns zugunsten von Schwyz. Seit 1383 bestand eine Schwyzer Zollstätte. 1424 beschworen die Leute von Küssnacht das Landrecht mit Schwyz. Küssnacht behielt einen eigenen Rat und die niedere Gerichtsbarkeit und war damit eine selbstverwaltete Gemeinde unter der Oberhoheit von Schwyz.
Im frühen 19. Jahrhundert wurden die Allmenden aufgeteilt, bestehen blieb nur die Korporation Berg und Seeboden
im Besitz der Seebodenalp. 1831 schloss sich der Bezirk dem kurzlebigen liberalen Kanton Ausserschwyz an. 1833 und 1847 führten parteipolitische Kämpfe zu Besetzungen durch Schwyzer- und Tagsatzungstruppen.
Küssnacht galt als berühmte Reisedestination. Goethe und Uhland statteten dem Ort einen Besuch ab; ebenso weilten der bayrische König Ludwig II. sowie der portugiesische König Dom Luis hier.
Seit 1963 besteht eine Gemeindepartnerschaft zu Küssnach in Baden-Württemberg.

## Ortsbild
Küssnacht weist Hotellerie und Gaststättengewerbe auf. Als historische Bauten bestehen Bürger- und Fachwerkhäuser, zwei restaurierte Rathäuser aus dem 18. Jahrhundert sowie die stilgerecht restaurierte barocke Pfarrkirche St. Peter und Paul. Am Seeufer ist eine Seepromenade an die Stelle des ehemaligen Warenumschlag- und Stapelplatzes getreten, das dort befindliche Tagungs- und Kongresszentrum Monséjour ist neueren Datums.

## Bevölkerung
Die Gemeinde Küssnacht zählt 13'796 Einwohner (Stand 1. Januar 2022). Im Dorf Küssnacht wohnen 9'584 Personen, in der Ortschaft Immensee 2'993 Personen und in der Ortschaft Merlischachen 1'219 Personen. Die Gesamtbevölkerung ist zu 56,77 % römisch-katholisch und zu 9,7 % reformiert. Der Katholikenanteil ist unter der Bevölkerung mit Schweizer Bürgerrecht (63,15 %) wesentlich höher als unter der ausländischen Bevölkerung (37,6 %), wobei der Anteil der Reformierten unter Schweizern und Ausländern mit jeweils um die 10 % (11,1 % bzw. 5,5 %) ähnlich hoch ist. Der Ausländeranteil liegt bei 24,98 %.

## Politik
Bei den Nationalratswahlen 2023 betrugen die Wähleranteile in Küssnacht: FDP 28,9 % (−5,8 %), SVP 28,7 % (+1,8 %), Mitte 18,2 % (+3,5 %), SP 12,3 % (−3,5 %), glp 4,5 % (−0,8 %), GPS 2,9 % (+0,7 %).

## Wirtschaft
1909 wurde die Landwirtschaftliche Genossenschaft Küssnacht a./R. gegründet. Inzwischen wurde sie in LG RIGI und anschliessend in
LG RIGI, Genossenschaft umbenannt. 2024 fusionierte sie mit der Landwirtschaftlichen Genossenschaft Hünenberg aus Hünenberg zur LGZ Landwirtschaftliche Genossenschaft Zentralschweiz. 2025 will sie, unter Vorbehalt der Zustimmung der ausserordentlichen Generalversammlung der LGZ am 6. Mai 2025, 80 Prozent der Amrein Futtermühle AG aus Sempach übernehmen. Die beiden Mischfutterwerke an den Standorten Hünenberg und Küssnacht sollen danach eingestellt werden.

## Verkehr
Der Bahnhof Küssnacht am Rigi befindet sich an der am 1. Juni 1897 von der Gotthardbahn-Gesellschaft eröffneten Bahnstrecke Luzern–Immensee. So wurde das Bauerndorf erstmals mit Luzern und Immensee verbunden. Die vier Buslinien führen nach Immensee, Schwyz, Rotkreuz und Root D4. Es gibt eine Seilbahn auf die Seebodenalp. Auch hat der Ort einen Hafen für die Linien-Schifffahrt
auf dem Vierwaldstättersee.

## Sehenswürdigkeiten
Auf dem Weg von Küssnacht nach Immensee befindet sich die Hohle Gasse, die durch Friedrich Schillers Drama Wilhelm Tell weltweite Bekanntheit erlangte, da dort Wilhelm Tell den Landvogt Gessler mit einer Armbrust erschossen haben soll. Zwischen Küssnacht und Merlischachen steht die Astrid-Kapelle zum Gedenken an die dort im Jahr 1935 tödlich verunglückte Königin Astrid von Belgien.

## Brauchtum

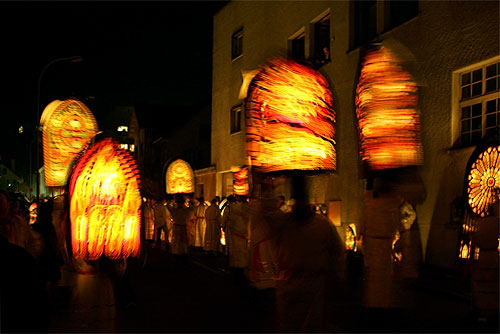
Iffelen am Klausjagen 2004

Bekanntestes Brauchtum ist das Küssnachter Klausjagen, ein Sankt-Nikolaus-Brauch, der jeweils am 5. Dezember mit einem Umzug begangen wird. Beim ursprünglich heidnischen Brauch wurden mit Lärm die Wintergeister vertrieben; später kamen christliche Motive wie weisse Hirtenhemden, Bischofshüte (Infuln) und der Samichlaus hinzu. Der Umzug wird vom heute grössten Männerverein in Küssnacht organisiert, der 1928 gegründeten St. Niklausengesellschaft.
In Küssnacht wird eine kleine Innerschweizer Fasnacht begangen; der Schmutzige Donnerstag wird wie in Sattel SZ eine Woche früher als üblich durchgeführt. Dabei finden Fasnachtsumzüge und Monsterkonzerte statt. Es bestehen vier lokale Guggenmusik-Gruppen Blächchutzeler, Cossinius Fäger, Gessler Chessler und Rigigusler, die auch Maskenbälle organisieren. Die Alte Fasnacht (Sonntag nach Aschermittwoch) ist der lokale Höhepunkt der Küssnachter Fasnacht, bei dem in verschiedenen Restaurants Schnitzelbankgruppen und Kabarettisten auftreten.
Wenn früher im Herbst die Älpler zu Tal zogen, feierte man im Dorf mit Tanz und Gesang. Diese Feste sind der Ursprung der Sennenchilbi, die alle sechs Jahre in Küssnacht am Sonntag nach dem Schmutzigen Donnerstag stattfindet. Auf der Bühne vor dem Hotel Engel beginnen am frühen Morgen mit Tanz, Gesang, Jodelliedern, Alphornvorträgen und Fahnenschwingen folkloristische Darbietungen, die den Tag über andauern. Spezielle Attraktion ist der über 40 m hohe Kletterbaum, den junge Männer zu bezwingen versuchen. In Alphütten wird Käse zubereitet und den Festbesuchern gratis Kaffee mit Kirsch und «Nidle» abgegeben. Den Höhepunkt des Festes bildet der Festumzug mit der Alpabfahrt.
Seit 54 Jahren ist Küssnacht mit dem Küssaberger Ortsteil Küßnach im Landkreis Waldshut befreundet: «Im kleinsten Ortsteil der Gemeinde Küssaberg kam es [Ende Mai 2018] zu einem besonderen Treffen: Paul Bürk (84), der zu Zeiten, als Küssnach noch eine selbstständige Gemeinde war, als Ratsschreiber fungierte, erhielt Besuch von Ruedi Steinegger (88) aus Küssnacht am Rigi. […] Die beiden Senioren waren 1963 aktiv an der Gründung der Partnerschaft beider Orte beteiligt und sind die letzten lebenden Zeitzeugen der damals entstandenen Freundschaft.»

## Sport
Bekannte Sportvereine sind der Eishockeyverein Küssnachter SC sowie der Fussballverein FC Küssnacht.

## Persönlichkeiten
- Joseph Räber (1872–1934), Richter und Politiker
- Ludwig Räber (1912–1976), Benediktiner
- Ernst Huber (1916–2003), Teilnehmer der ersten Schweizer Himalaya-Expedition 1939, Grundbuchgeometer
- Josef Ulrich (1916–2007), Politiker
- Hans Siegwart (1925–2003), Betriebswirtschafter und Hochschulrektor
- Petra Gössi (* 1976), Politikerin (FDP), lebt in Küssnacht

## Fotos

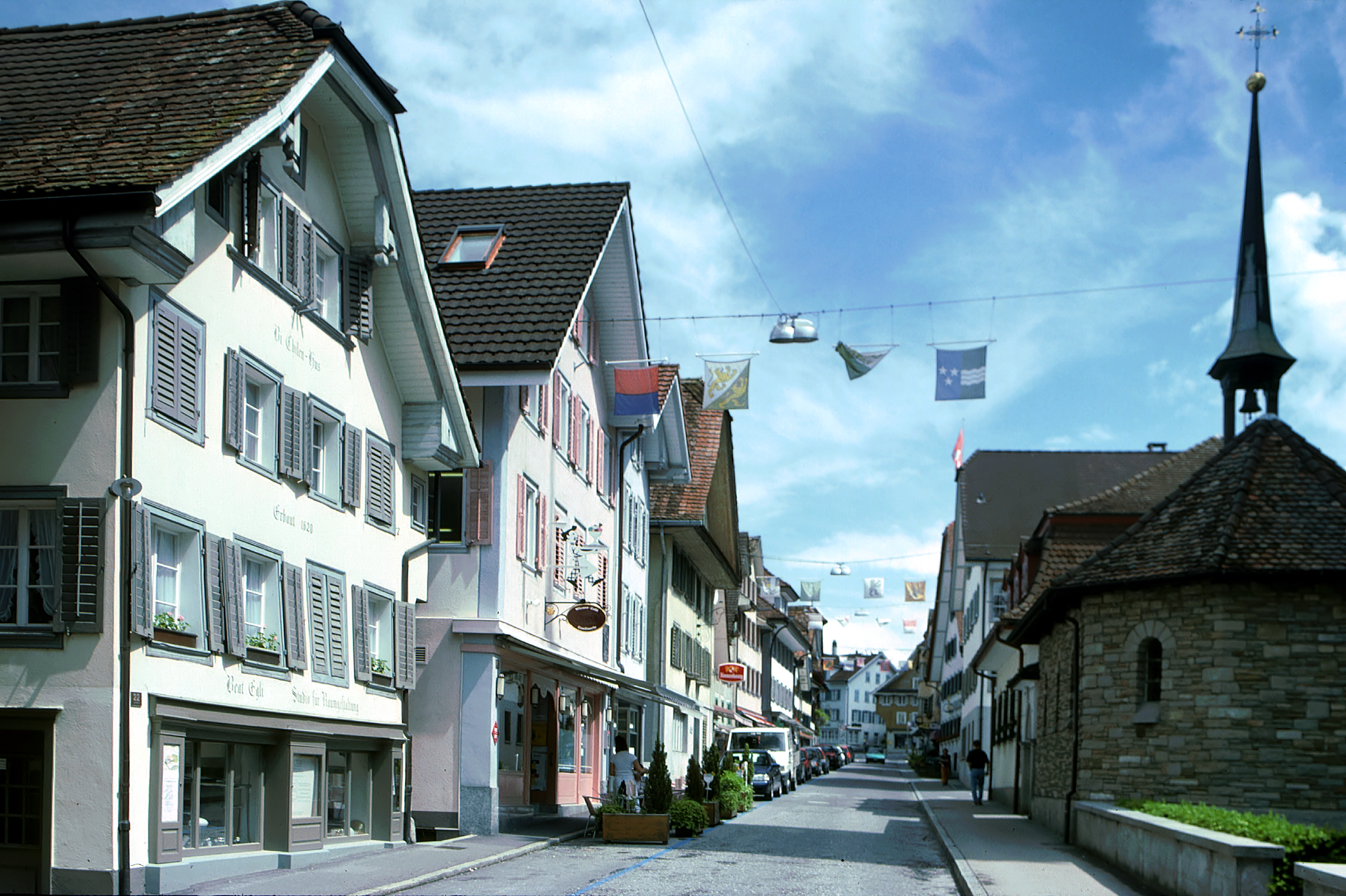
Unterdorf
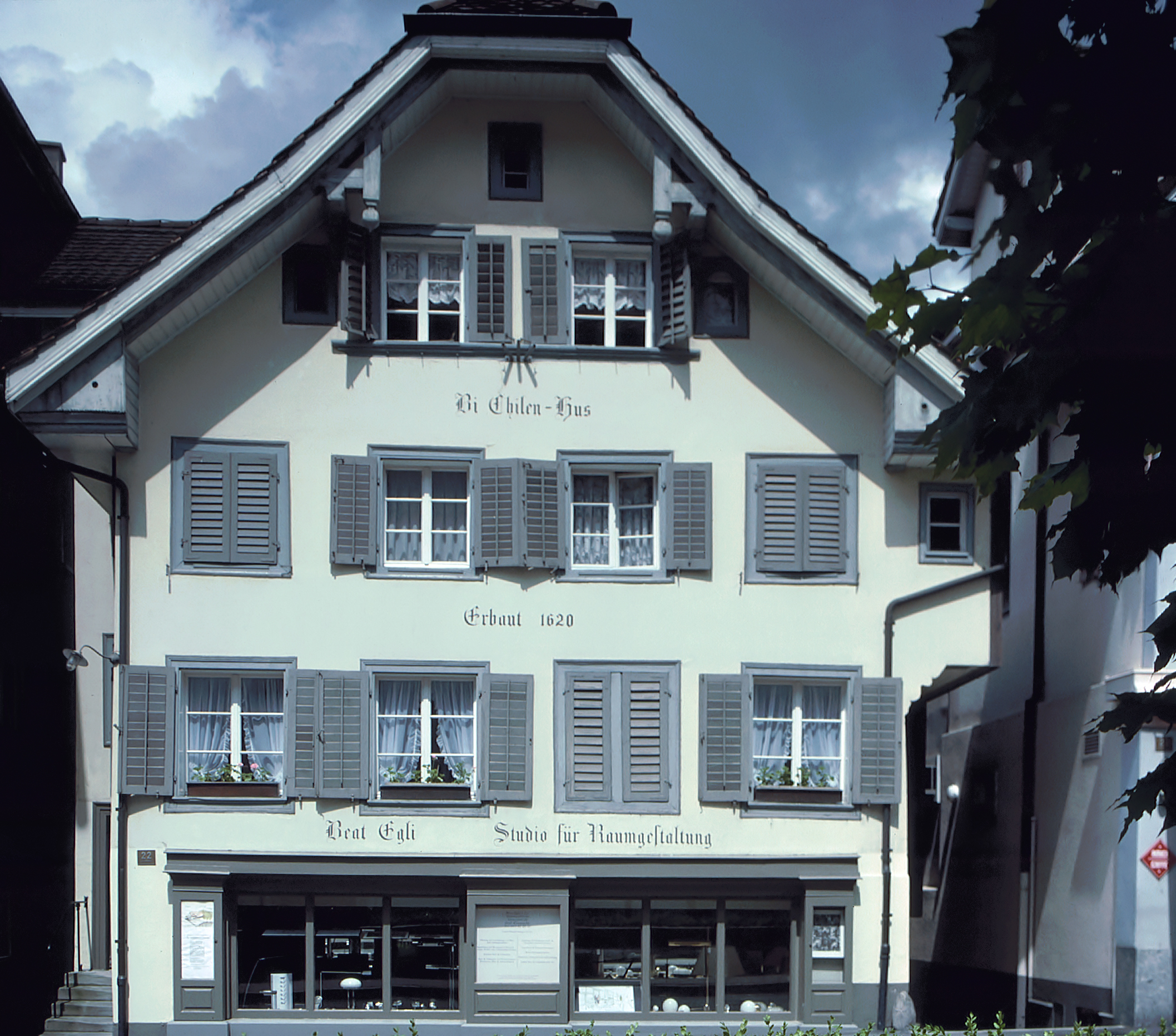
Bi Chilen-Hus von 1620
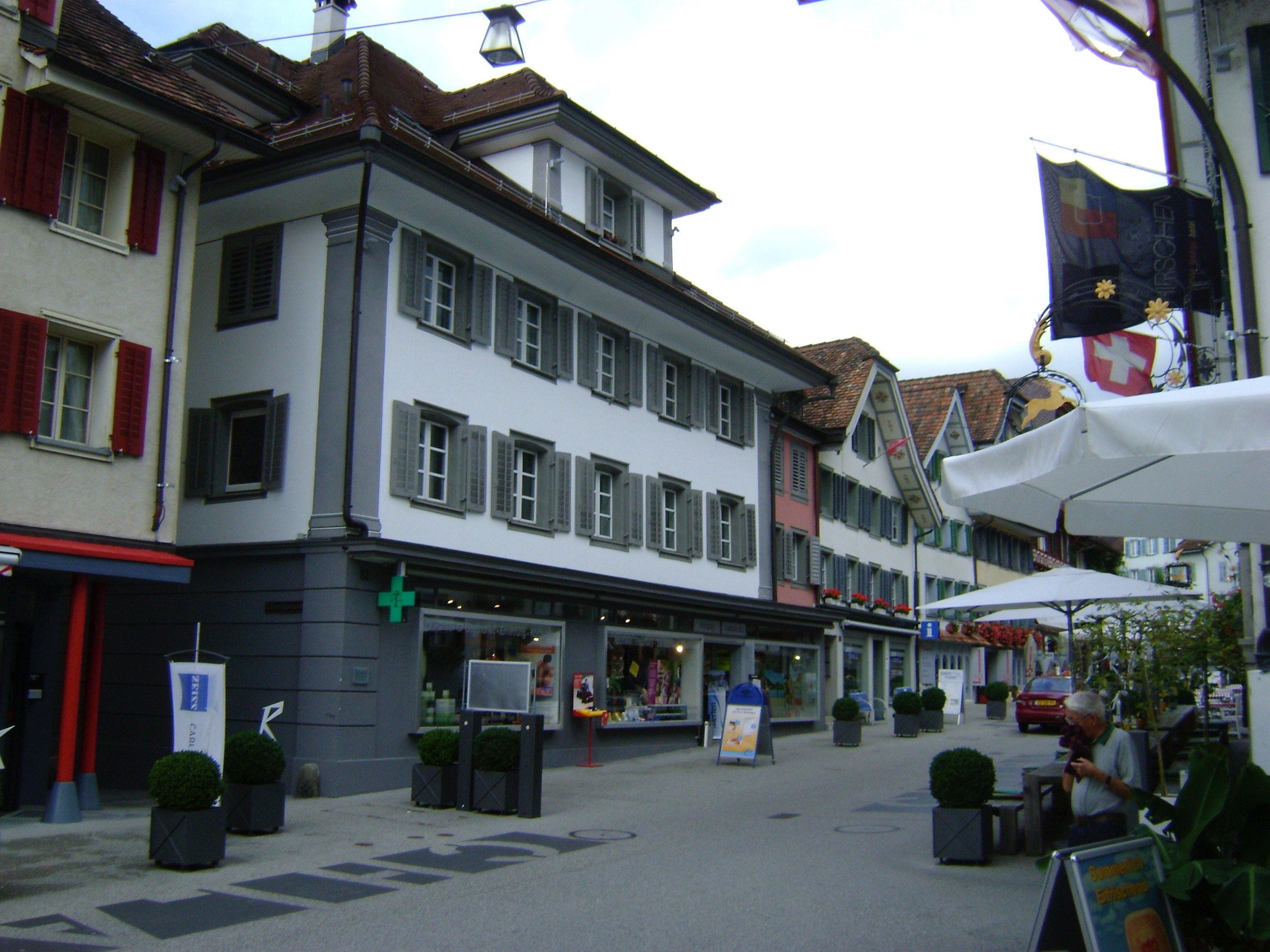
Haus zur Taube 1717
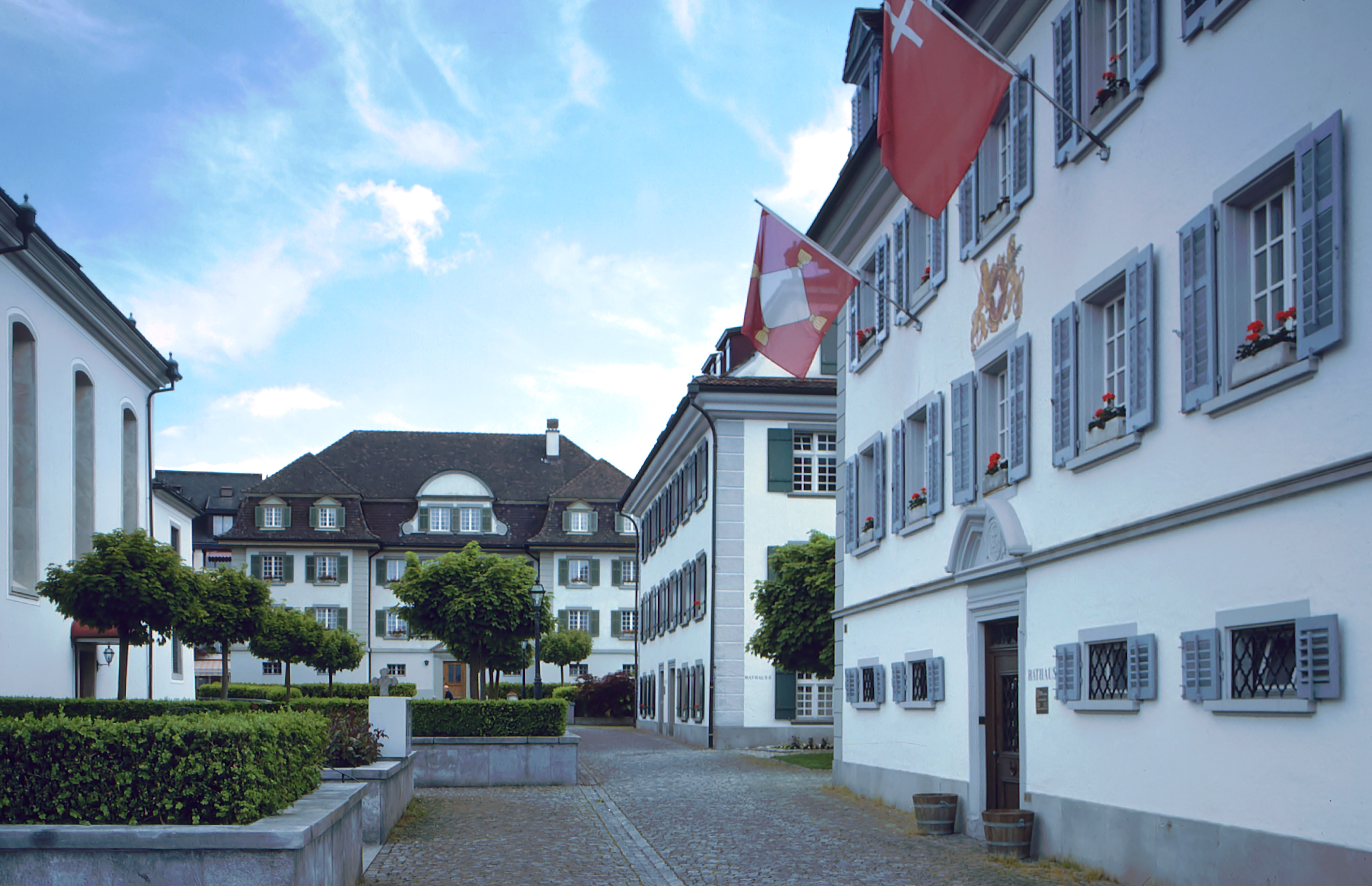
Rathäuser am Seeplatz
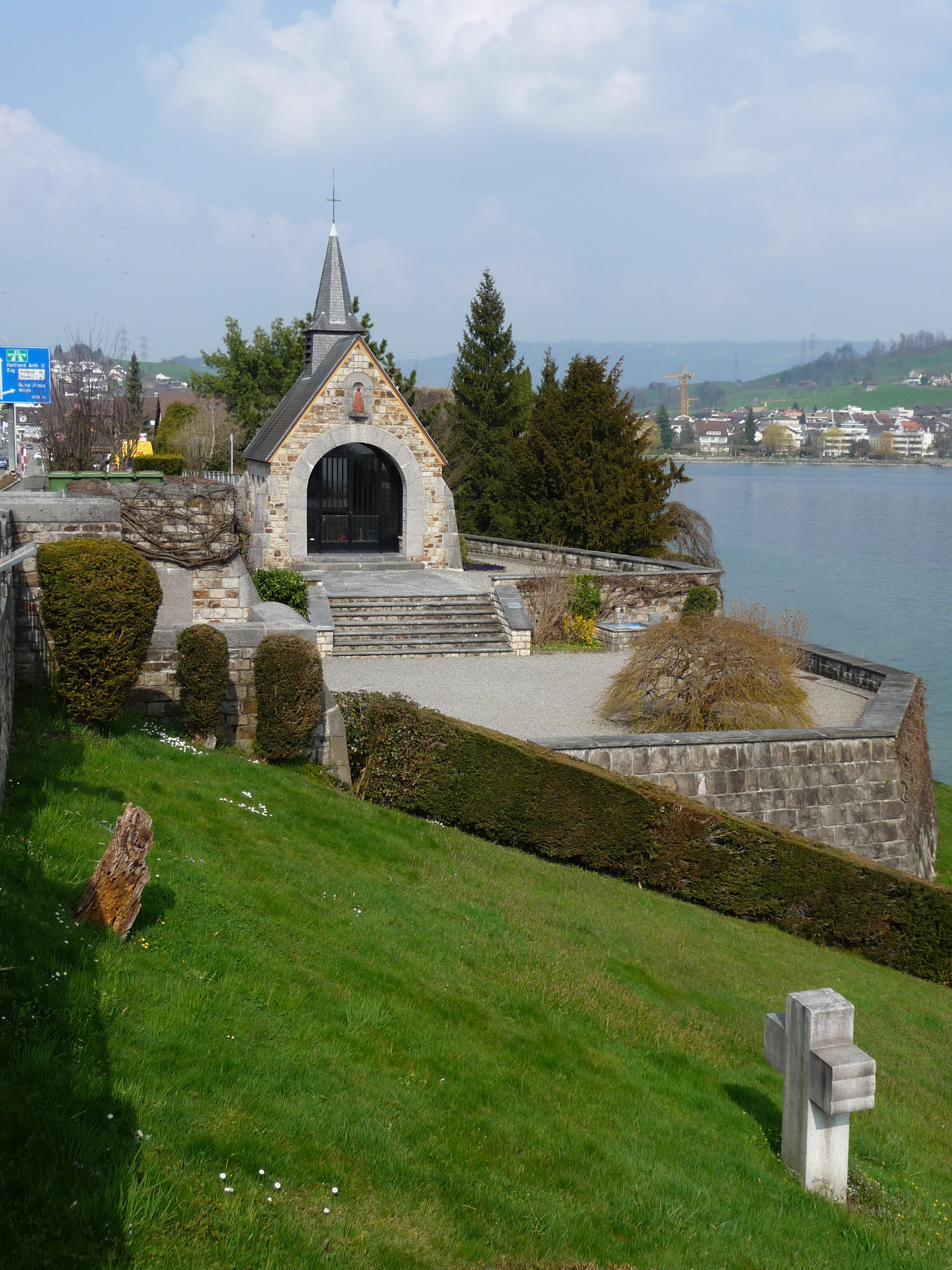
Astrid-Kapelle
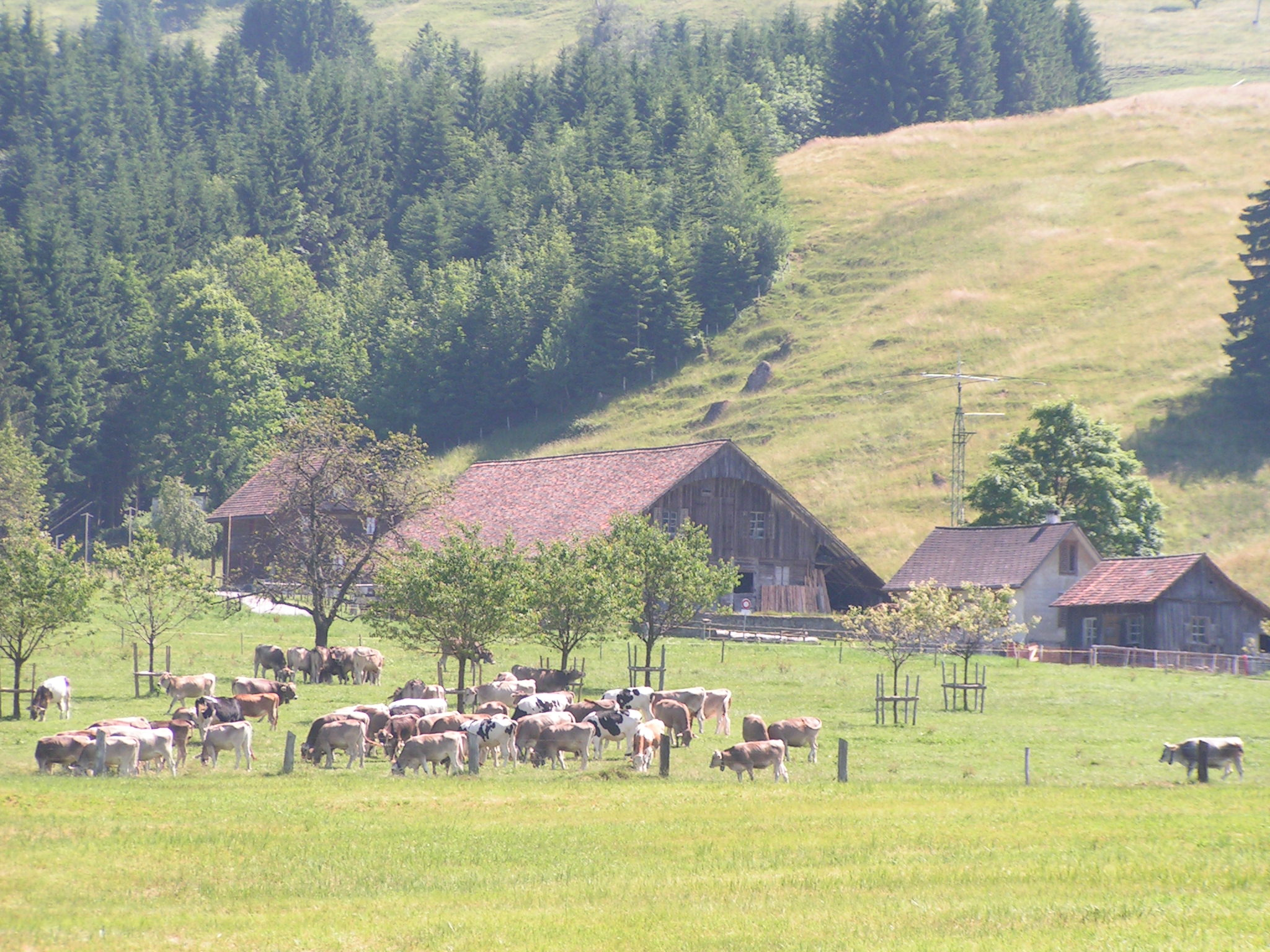
Seebodenalp
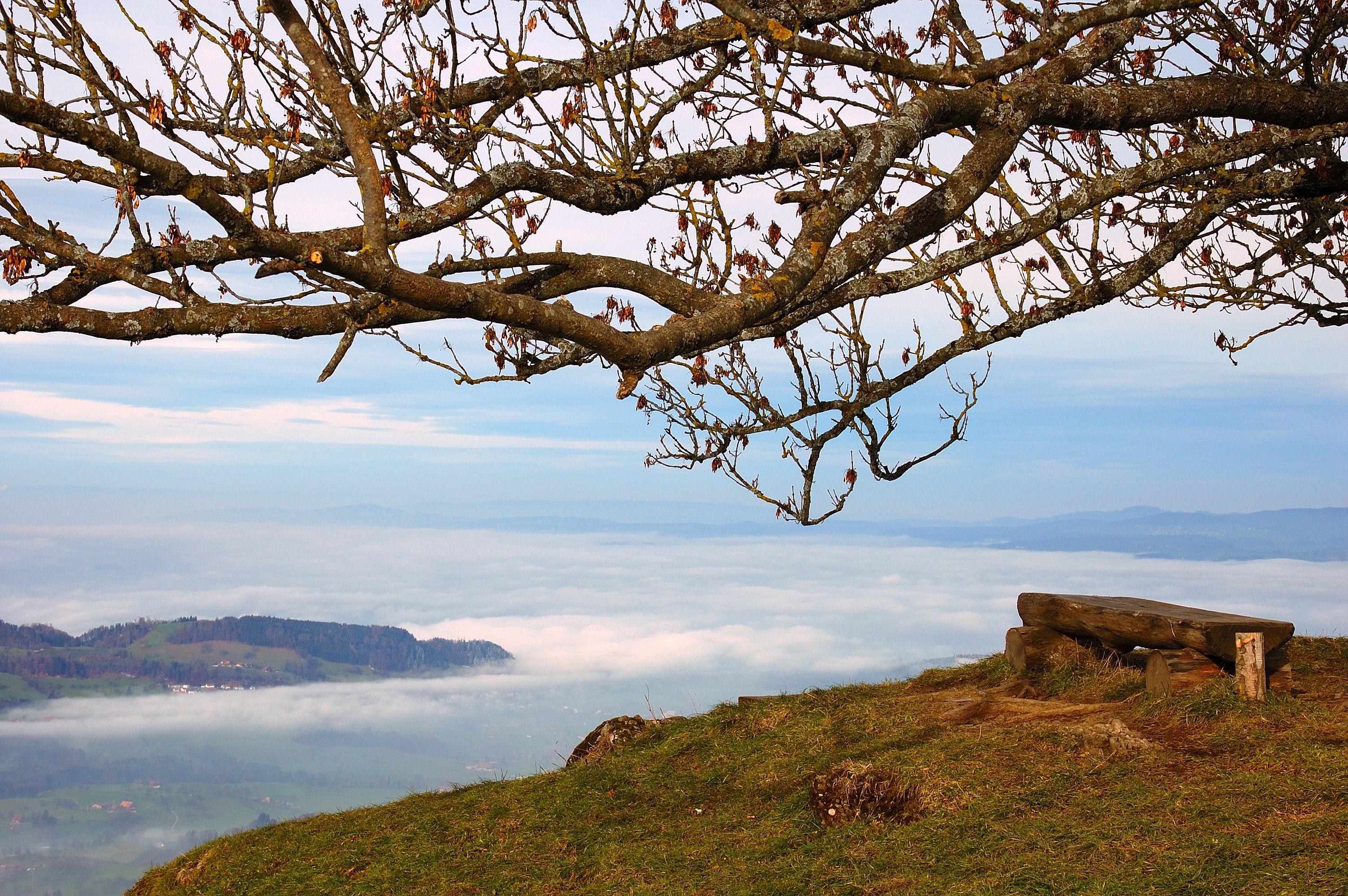
Blick von der Seebodenalp